# Кзыл-Юл (Заинский район)
Кзыл-Юл — опустевший поселок в Заинском районе Татарстана. Входит в состав Верхнешипкинского сельского поселения.

## География
Находится в восточной части Татарстана на расстоянии приблизительно 17 км на север-северо-запад по прямой от железнодорожной станции города Заинск.

## История
Поселок основан с 1926 году переселенцами из сел Верхние Лузы и Красная Кадка (ныне Нижнекамского района). В советское время работали колхозы «Кзыл Юл», «Объединение», «Путь к коммунизму» и «Татарстан».

## Население
Постоянных жителей было: в 1938 году — 107,1949 — 69,1958 — 81,1970 — 108, 1979 — 54,1989 — 23, 2017 — 0, в 2002 −7 (татары 100 %), 1 в 2010.